# Starboy (песня)
«Starboy» (с англ. — «Старбой») — песня канадского певца The Weeknd, записанная при участии французского электронного дуэта Daft Punk и выпущенная в качестве лид-сингла для его третьего студийного альбома с тем же названием 21 сентября 2016 года. Артисты написали песню совместно с Доком Маккинни и Генри Уолтером. Daft Punk занимались основной частью продакшна песни, в то время как Маккинни и Cirkut выступили в роли сопродюсеров. Была выпущена 22 сентября 2016 года лейблами XO и Republic Records в качестве первого альбомного сингла. В последнюю неделю 2016 года после нескольких месяцев на 2-м месте достигла верхней строчки Billboard Hot 100.

## Создание и композиция
«Starboy» была выпущена вслед за анонсом альбома, который, наряду с обложкой альбома, был презентован днём ранее. С точки зрения текстового наполнения включает в себя темы экстравагантности, связанной с образом жизни знаменитостей, как и обсуждение того, как таковой образ жизни может сделать артиста уязвимым.

## Музыкальное видео

### Предыстория и разработка
Музыкальное видео на песню было снято постоянным коллаборатором Грантом Сингером, который снял предыдущие музыкальные видео Уикнда на «Can't Feel My Face» и «The Hills». Он был выпущен на официальном Vevo-аккаунте артиста на YouTube 28 сентября 2016 года вместе с сопровождающим постером, который Rolling Stone охарактеризовал «вдохновлённым бульварными хоррорами» (англ. pulp-horror-inspired). Видео было описано как попытка певца убить своего прежнего / старого персонажа — вероятно, оповещая, что он изобретает себя заново со своим новым альбомом, удушая себя, обрезая свою старую причёску и разрушая свои помещённые за стекло в раме платиновые записи.
Несколько автомобилей, которые были упомянуты в тексте песни, появляются в видеоклипе, включая Lamborghini Aventador SV Roadster, о котором Уикнд поёт во втором куплете: «Pull off in that Roadster SV/ Pockets overweight, getting hefty» (в переводе с англ. — «Отъезжаю в Roadster SV/ Перевес в карманах становится всё больше»), Bentley Mulsanne: «No competition, I don’t really listen/ I’m in the blue Mulsanne bumping New Edition» (в переводе с англ. — «Никакой конкуренции, я даже не слышал/ В синем Mulsanne качаюсь под New Edition»), а также McLaren P1: «I’m trying to put you in the worst mood/ P1 cleaner than your church shoes» (в переводе с англ. — «Я пытаюсь заставить тебя рыдать/ P1 чище, чем твоя обувь на выход»). В видео певец задействовал McLaren P1. Billboard обратился к Джону Паоло Кэнтону, директору по вопросам связи с общественностью McLaren Automotive, с целью прояснить, кому принадлежит автомобиль, ведь, как заявил веб-сайт, «даже самый крупный производитель автомобилей не смог бы позволить себе такого продакт-плейсмента, как этот, не говоря уже о бутиковом британском бренде». Кэнтон подтвердил, что гиперкар принадлежит Уикнду.

### Синопсис

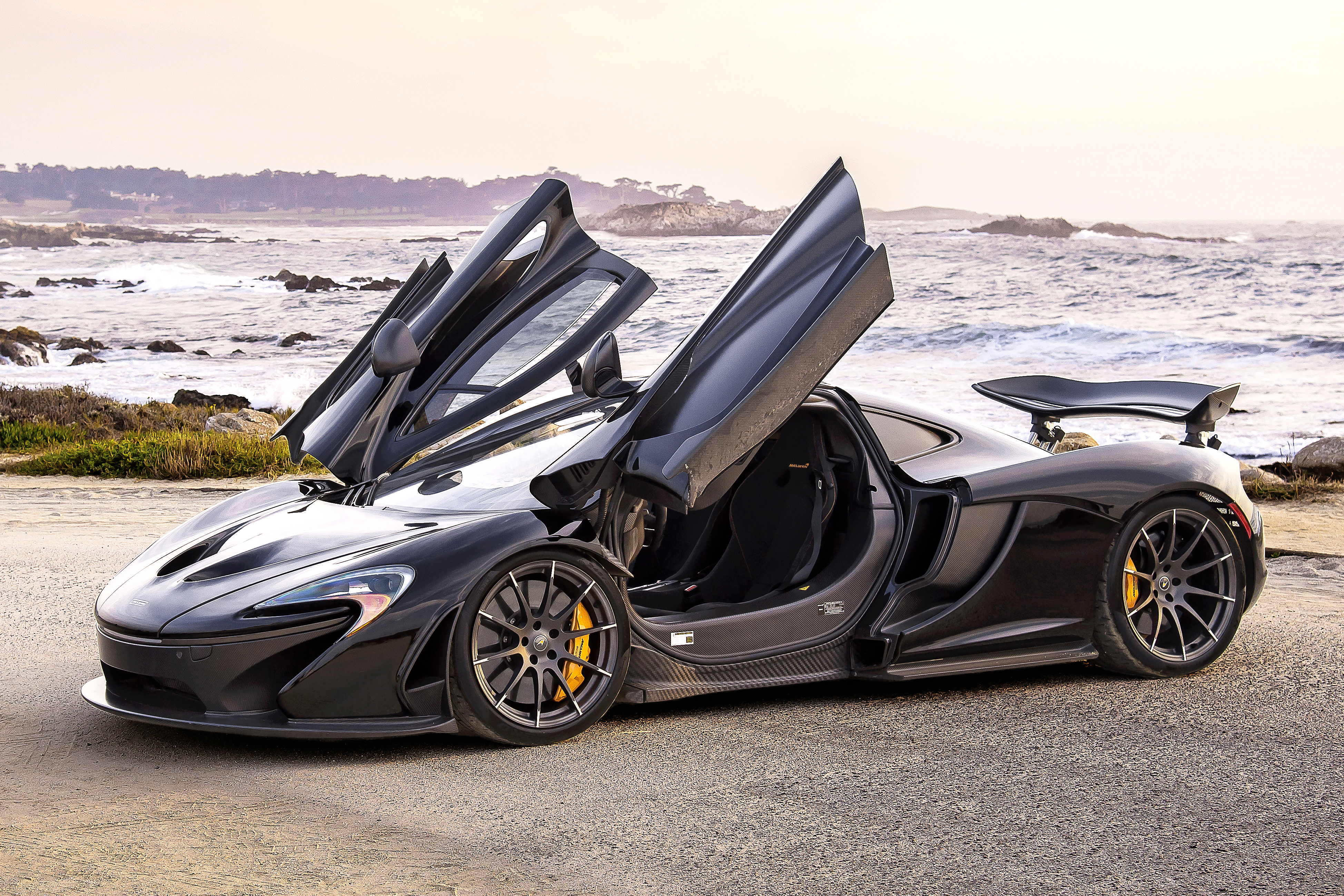
В песне, как и в видео, заметно фигурирует McLaren P1, который Уикнд ведёт в конце видео.

В видеоклипе мужчина в чёрной лыжной маске и с инкрустированным бриллиантами крестом сидит напротив Уикнда, который привязан к креслу. Затем человек убивает Уикнда, совершая удушение полиэтиленовым пакетом. Раскрывается, что человек в маске и есть Уикнд — точнее, воплощение Starboy-эры (другой он презентовал более старую версию певца эры Beauty Behind the Madness). Он начинает шагать по дому, который полон наград, заслуженных певцом, а также в котором имеется портрет Daft Punk и кошка. Когда ему на глаза попадается огромный светящийся красный неоновый крест, он начинает им разрушать различные вещи (свидетельства его прошлого, которые представляют собой его прежнее «я»), включая многочисленные трофеи и постеры и хрустальную люстру, прежде чем поджечь шкаф. Прогуливаясь по гаражу, певец проходит мимо нескольких люксовых автомобилей, прежде чем остановиться у McLaren P1 и, сев за руль, выехать из дома вместе с чёрной кошкой на пассажирском сиденье, которая трансформируется в чёрную пантеру, когда артист едет по Малхолланд-драйв.

### Приём и одобрение
Кэт Бин (англ. Kat Bein) из Billboard, которая назвала трек «мрачным, властным и очаровательным», прокомментировала музыкальное видео «равно угрюмым». Писатель из журнала Slate провёл сопоставление видеоклипа Уикнда с видео «Black or White» Майкла Джексона, с которым певца часто сравнивали за его музыкальный стиль. Мрачный фокус на знаменитость и трансформацию, равно как и морфинг кошки в чёрную пантеру — некоторое из эстетики, которая имеет сходство с видеоклипом Джексона.
Видео было номинировано на «Лучшее видео» MTV EMA на 2016 MTV Europe Music Awards за день до того, как было опубликовано, приведя множество обозревателей к удивлению, включили ли его благодаря заслугам или же из-за популярности певца на канале.

## Коммерческие показатели
Песня достигла первого места во Франции, в то же время появляясь в топе-10 в других различных странах, включая Австралию, Швецию, Великобританию и родную для певца Канаду. В Соединённых Штатах «Starboy» дебютировал на 40-й позиции в выпуске Billboard Hot 100, датированном 8 октября 2016 года. На Digital Songs сингл стартовал с 22-го номера, имея 28 000 скачиваний, а на Radio Songs он дебютировал на 37-м месте, следуя первой неделе эфира, что в итоге приравнивается к около 36 миллионам проигрываниям. Также песня стала для Daft Punk вторым хитом, входящим в топ-40.
В следующую неделю «Starboy» поднялся на 37 позиций и достиг третьего места, став десятым синглом Уикнда, попавшим в топ-10, а для Daft Punk — вторым. К тому же «Starboy» совершил наибольший «прыжок» в топ-5 чарта Hot 100 со времён «Bad Blood» Тейлор Свифт, «прыгнувшей» с 53-го места до 1-го в июне 2015 года. Было реализовано 88 000 копий сингла за вторую неделю и 92 000 — за третью.
В дополнение «Starboy» поднялся на вершину национального чарта Hot R&B/Hip-Hop Songs, где стал четвёртой песней Уикнда, достигшей первой позиции, а для Daft Punk — первой.

## Чарты

### Еженедельные чарты
| Чарт (2016)                                | Высшая позиция |
| ------------------------------------------ | -------------- |
| Австралия(ARIA)                            | 9              |
| Бельгия/Фландрия (Ultratop 50)             | 27             |
| Бельгия/Валлония (Ultratip Bubbling Under) | 22             |
| Канада (Billboard Canadian Hot 100)        | 55             |
| Канада (Billboard CHR/Top 40)              | 25             |
| Франция(SNEP)                              | 31             |
| Германия (GfK)                             | 13             |
| Ирландия (IRMA)                            | 9              |
| Italy (FIMI)                               | 24             |
| Mexico Ingles Airplay (Billboard)          | 46             |
| Нидерланды (Dutch Top 40)                  | 29             |
| New Zealand (Recorded Music NZ)            | 5              |
| Norway (VG-lista)                          | 2              |
| Шотландия (OCC Scotland)                   | 9              |
| Швеция (Sverigetopplistan)                 | 2              |
| Великобритания (OCC UK Singles)            | 3              |
| США (Billboard Hot 100)                    | 1              |
| США (Billboard Hot R&B/Hip-Hop Songs)      | 12             |
| США (Billboard Pop Airplay)                | 25             |
| США (Billboard Rhythmic)                   | 29             |

## История релиза
| Регион                  | Дата             | Формат                    | Лейбл(ы)    | Прим.  |
| ----------------------- | ---------------- | ------------------------- | ----------- | ------ |
| Во всём мире            | 22 сентября 2016 | Цифровое скачивание       | XO Republic | [ 34 ] |
| Италия                  | 23 сентября 2016 | Современное хитовое радио | Universal   | [ 35 ] |
| Соединённое Королевство | 23 сентября 2016 | Современное хитовое радио | XO Republic | [ 36 ] |
| Соединённые Штаты       | 27 сентября 2016 | Современное хитовое радио | XO Republic | [ 37 ] |
| Соединённые Штаты       | 27 сентября 2016 | Ритмичное современное     | XO Republic | [ 38 ] |